# Lubow Rudowśka
Lubow Iwaniwna Rudowśka, z domu Tymofejewa (ukr. Любовь Іванівна Рудовська (Тимофеєва), ur. 5 listopada 1950 w Odessie) – ukraińska siatkarka reprezentująca ZSRR, medalistka igrzysk olimpijskich i uniwersjady.

## Życiorys
Rudowśka wystąpiła na igrzyskach olimpijskich 1976 w Montrealu. Zagrała wówczas we wszystkich trzech meczach fazy grupowej, w meczu półfinałowym oraz w przegranym finale z Japonkami. Jest trzykrotną złotą medalistką Uniwersjady, z 1970, 1973 i 1977.
Była zawodniczką klubu Burewisnyk / Medin z Odessy, z którym trzykrotnie zdobywała wicemistrzostwo ZSRR – w 1976, 1982 i 1983 oraz dwukrotnie zwyciężała w Pucharze ZSRR – w 1974 i 1981. Ponadto triumfowała w Pucharze Europy Zdobywczyń Pucharów w 1983.
Mieszka w Nowym Jorku.